# باشگاه فوتبال ریوپله
باشگاه فوتبال ریوپله یک باشگاه فوتبال پرتغالی بود که سال ۱۹۵۸ در ویلا نوا د فامالیکاو، براگا تأسیس شد. در حال حاضر این باشگاه فقط در رده سنی نوجوانان و برای توسعه فوتبال جوانان فعالیت می‌کند. این باشگاه تنها یک بار در لیگ برتر پرتغال سابقه بازی دارد که در فصل ۱۹۷۷–۱۹۷۸ بود و پس از یک فصل این باشگاه به دسته پایین سقوط کرد. از برجسته‌ترین بازیکنان سابق باشگاه می‌توان به ژرژه ژسوس و ژوزه روماو اشاره کرد.